# Hospital de los Pobres Inocentes
El hospital de los Pobres Inocentes, situado en la calle Hospital, en el barrio de San Francisco de la ciudad de Valencia (España), fue construido en el siglo XV en estilo renacentista, si bien cuenta con ampliaciones de los siglos XVI, XVII y XVIII. En 1963 fue declarada Monumento Histórico Artístico Nacional y en 2007 Bien de Interés Cultural.

## Historia
El 24 de febrero de 1409 el fraile de la orden de la Merced Joan Gilabert Jofré (conocido más tarde por el segundo apellido, Padre Jofré) se dirigía a predicar a la Catedral de Valencia cuando presenció como unos niños estaban persiguiendo y apedreando a un enfermo mental. Después de reprender a los agresores, e impresionado por aquella violencia, aprovechó el púlpito catedralicio para defender la creación en la ciudad de una institución que recogiera y amparara a los enfermos psíquicos, que malvivían por las calles abandonadas a su suerte.
En mayo del mismo 1409 se iniciaban las obras de uno de los primeros centros psiquiátricos de la historia, El Hospital dels Innocents o de Folls de Valencia. El monarca de la Corona de Aragón Martín el Humano dio licencia a la nueva institución, y el pontífice Benedicto XIII le concedió especiales derechos e inmunidades.
El hospital naciente se asentó cerca del Portal de Torrent de la muralla cristiana, y desde 1414 fue ayudado en sus propósitos por la Cofradía de Santa María dels Innocents o de la Mare de Deu del Desamparats. La imagen de la Cofradía, la escultura de la Virgen que cubriría muchos ataúdes y recibiría el apelativo popular de la Geperudeta, sería finalmente trasladada a la Basílica construida en a segunda mitad del siglo XVII junto a la catedral.

## El Hospital General de Valencia

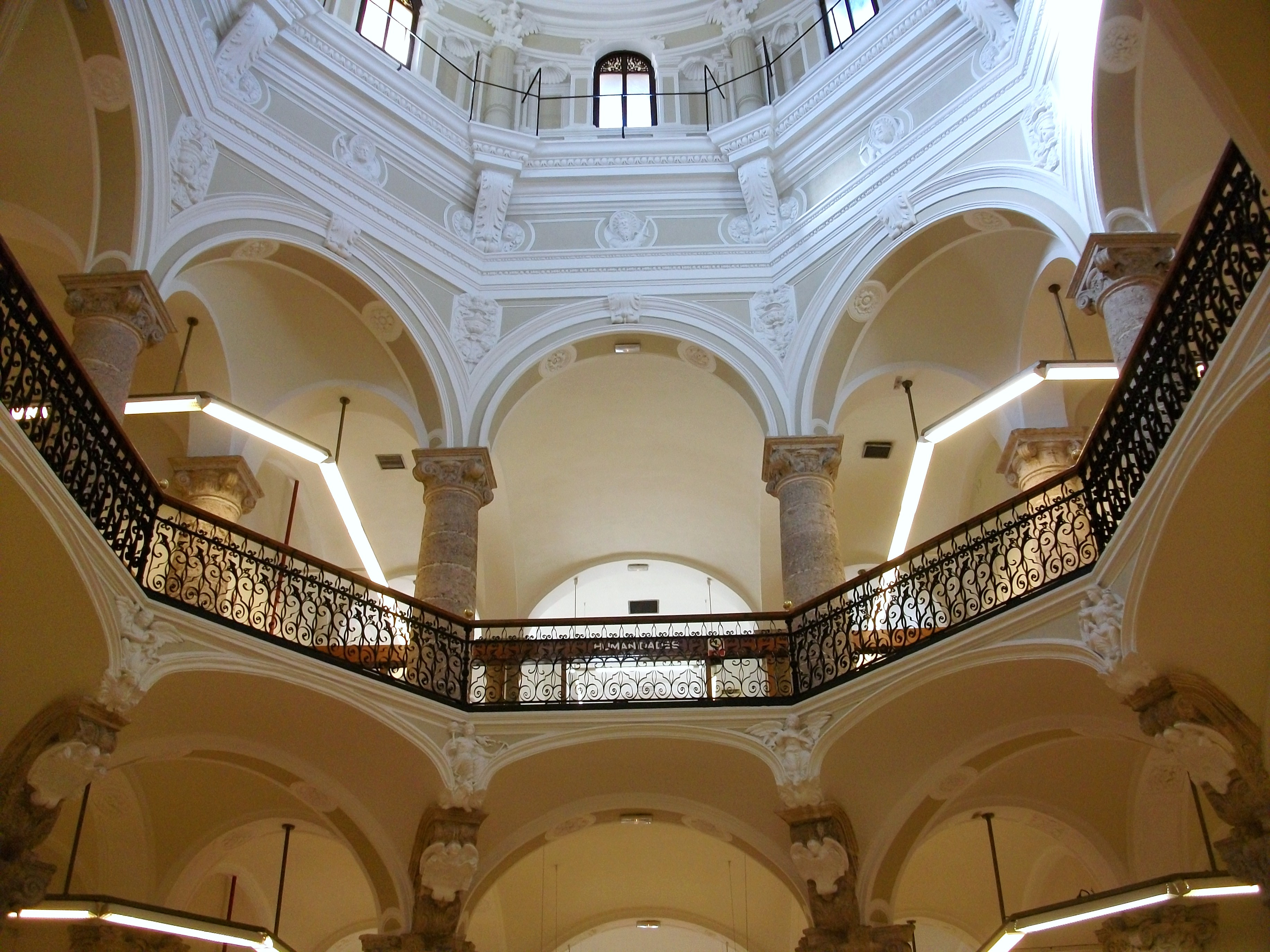
Crucero del antiguo Hospital de Valencia, ahora Biblioteca Pública.

En la Edad Media la ciudad de Valencia contó con numerosos hospitales de modesta capacidad fundados por piadosos burgueses para el socorro de pobres y enfermos. En 1512 una sentencia de Fernando el Católico decretó la unificación de todos esos hospitales, creándose el Hospital General de Valencia, que se levantaría sobre el antiguo manicomio u Hospital de Inocents.
El edificio estuvo compuesto por dos enfermerías con planta de cruz, dos pisos y cimborrio en el centro, siguiendo un modelo que había surgido en el norte de Italia y que permitía separar a los enfermos según su sexo y sus dolencias, al tiempo que se podían controlar todas las salas desde el espacio central. El hospital de Valencia es el primero de España que siguió este práctico esquema.
De su primera fase, anterior al gran incendio de 1545 solo queda la portada que hoy se conserva exenta ante la entrada, pero la inmediata reconstrucción respetó el mismo plan, siguiendo las trazas de Gaspar Gregori. 
Hoy solo queda en pie una de las dos enfermerías, puesto que la otra fue derribada en 1974 y apenas quedan de ella piezas sueltas por los jardines anexos. Pasadas más de tres décadas desde la construcción de la citada Quadra del Mal de Siment, sus antiguos terrenos acogieron el 25 de junio de 1998 la primera piedra del Museu Valencià de la Il.lustració i de la Modernitat (MuVIM), inaugurado el 2 de julio de 2001. 
En la que hoy es Biblioteca Pública Provincial podemos ver cómo el estilo renacentista se aplica por primera vez no solo a las formas decorativas, sino también a las estructuras arquitectónicas, de manera que los brazos de la cruz parecen basílicas con naves separadas por gruesas columnas, y el espacio central, donde se oficiaba en tiempos la misa para los internos, tiene la forma de un templo octogonal cubierta por una gran cúpula.